# Lieferkette

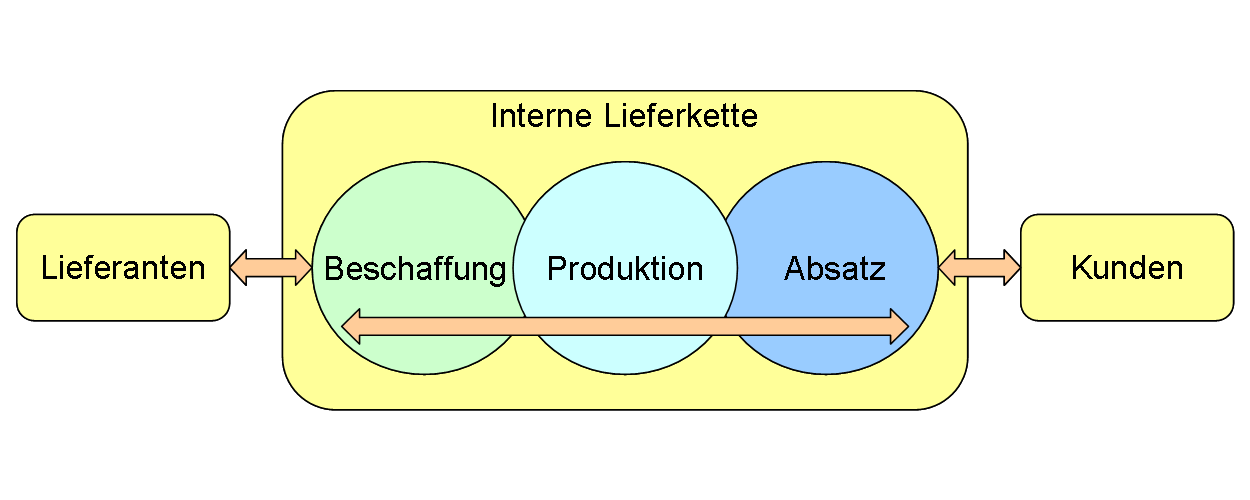
Traditionelle Auffassung einer Lieferkette als Triade um ein Unternehmen; die Pfeile symbolisieren Lieferantenpflege, Internes SCM und Kundenpflege.

Moderne Auffassung einer Lieferkette als komplexes und dynamisches Lieferanten- und Kundennetzwerk.

Die Lieferkette (englisch supply chain; [səˈplaɪ tʃeɪn]) ist in der Logistik und insbesondere im Supply-Chain-Management ein Netzwerk von Verkehrsträgern und Transportmitteln, das den ununterbrochenen Güter- oder Tiertransport vom Ausgangsort zum Zielort gewährleistet. Das Konzept der Lieferkette gehört zum Standardrepertoire der Wirtschaftswissenschaften.

## Allgemeines
Verkehrsträger sind Güterkraftverkehr, Schienengüterverkehr, Frachtschifffahrt und Luftfrachtverkehr. Diese werden durch Speditionen, Eisenbahnunternehmen, Reedereien und Fluggesellschaften als Verkehrsunternehmen durchgeführt. Transportmittel sind entsprechend Lastkraftwagen, Güterzüge, Frachtschiffe und Frachtflugzeuge. Oft sind diese Transportmittel an die Beschaffenheit des Transportgutes speziell angepasst (Containerschiffe, Kühllastwagen, Kühlwaggons, Schwergutschiffe, Schwertransporte, Tankschiffe, Tankwagen, Tiertransporter). Eine typische Lieferkette ist im Handel die Absatz- und Vertriebskette, insbesondere bei Gefriergut die Kühlkette. Auch die Energiewirtschaft unterhält mit ihren Strom-, Gas-, Abwasser- und Trinkwassernetzen Lieferketten bis zum oder vom Verbraucher.
In einer weit verbreiteten Definition wird die Lieferkette als das Netzwerk von Organisationen bezeichnet, die über vor- und nachgelagerte Verbindungen an den verschiedenen Prozessen und Tätigkeiten der Wertschöpfung in Form von Produkten und Dienstleistungen für den Endkunden beteiligt sind. Die Lieferkette berücksichtigt somit ein Unternehmen, dessen Zulieferer, die Zulieferer der Zulieferer usw. sowie dessen Kunden, die Kunden der Kunden usw. Zu beachten ist dabei insbesondere, dass auch der Endkunde Teil der Lieferkette ist. In einer engen Auffassung wird die Lieferkette als Triade oder Dreiheit aus direkten Lieferanten, eigenem Unternehmen und direkten Kunden verstanden; dieser Auffassung fehlt die ganzheitliche, die Globalisierung berücksichtigende integrierende Betrachtung von den Rohstofflieferanten bis zu den Endkunden.

## Prozessablauf
Im Regelfall beginnt die Lieferkette mit der Beschaffung von Roh-, Hilfs-, Betriebs- und Werkstoffen zum Zwecke der Produktion von Vorleistungsgütern. Eine besondere Problematik kann darin liegen, dass diese Produktionsfaktoren durch Import aus dem Ausland beschafft werden müssen und damit einem spezifischen Erfüllungsrisiko durch den Lieferanten ausgesetzt sind (etwa einem Embargo, Importverbot, Lieferengpass oder höhere Gewalt). Auch bei inländischen Zulieferern gibt es Lieferrisiken (wie etwa Streiks), die eine Weiterverarbeitung verhindern und zu Betriebsstörungen führen können. Diese Risiken lassen sich durch Redundanzen (mehrere Lieferanten für dasselbe Vorleistungsgut, auch Importe aus verschiedenen Staaten) minimieren.
Treten derartige Beschaffungsrisiken auf, so wirken sie sich auf eine Lieferkette insbesondere aus, wenn das beschaffende Unternehmen in Just-in-time-Produktion herstellt und deshalb nicht auf einen ausreichenden Lagerbestand zurückgreifen kann. Hat das beschaffende Unternehmen selbst Lieferverpflichtungen gegenüber seinen Kunden übernommen (etwa feste Lieferzeiten), kommt es sofort zu einem eigenen Lieferengpass. Störungen in Lieferketten wirken sich mithin wie eine Kettenreaktion in Form eines Dominoeffekts auf nachgelagerte Absatzketten aus.
Die Lieferkettenrisiken nehmen zu, je länger die Transportwege sind. Unterschiedliche Verkehrsträger (Frachtschiffe, Frachtflugzeuge), zusätzliche Umschlagprozesse mit eigenständigen Abfertigungsrisiken oder administrative Hürden wie Zollabfertigungen sind wesentlich störanfälliger als bei nationalen Lieferanten.
Beispiel
Der Rohstoff Erz (für die Stahlerzeugung) unterliegt folgenden Fertigungsstufen:
- Das Erz wird in einem Bergwerk oder Tagebau gefördert und an ein Stahlwerk verkauft.
- Das Stahlwerk schmilzt das Erz und stellt Stahlblöcke her, die, zu Blechen gewalzt, als Coil verkauft werden an einen
- Automobilzulieferer, der sie zu einem Karosserie-Teil verarbeitet, welches an einen
- Automobilhersteller verkauft und dort zu einem Auto weiterverarbeitet wird.
- Dieses Auto wird durch eine Vertriebskette an einen Händler verkauft, der dieses schließlich als Wiederverkäufer an einen
- Verbraucher weiterverkauft.

Da meist die an dieser Lieferkette beteiligten Unternehmen rechtlich und auch wirtschaftlich voneinander unabhängig sind, ist für den Verbraucher nicht ersichtlich, ob geltende Standards eingehalten wurden.
Kombinierter Verkehr
Typische Lieferketten mit verschiedenen Transportmitteln und auf unterschiedlichen Transportwegen gibt es im kombinierten Verkehr. Hier transportiert beispielsweise der Straßengüterverkehr im Vorlauf das Frachtgut zum Güterbahnhof, von wo aus es mit dem Güterzug im Hauptlauf weiterbefördert wird. Ein Empfangsspediteur übernimmt das Gut im Nachlauf bis zum Empfänger.

## Ziele
Hauptziel des Supply-Chain-Managements ist die Sicherheit in der Lieferkette. Sie ist gewährleistet, wenn das richtige Frachtgut in der richtigen Menge zur richtigen Zeit am richtigen Ort bei minimaler Umweltbelastung ankommt. Sollten sich organisatorische und/oder technische Veränderungen innerhalb des Netzwerks einstellen, ist eine resiliente Lieferkette dadurch gekennzeichnet, dass sie die Tendenz hat, fortzubestehen, sich anzupassen oder sich zu transformieren. Funktionierende Lieferketten stellen Versorgungssicherheit bei Nahrung oder Energie her.

## Rechtsgrundlagen
Der Rechtsbegriff der Lieferkette umfasst „alle Schritte im In- und Ausland, die zur Herstellung der Produkte und Erbringung von Dienstleistungen erforderlich sind, angefangen von der Gewinnung der Rohstoffe bis zur Lieferung an den Endkunden“; sie umfasst die Produktions- und Vertriebsprozesse im Unternehmen und das Handeln eines unmittelbaren oder mittelbaren Zulieferers (§ 2 Abs. 5 LkSG). Das überwiegend im Januar 2023 in Kraft getretene Lieferkettensorgfaltspflichtengesetz (LkSG) schreibt deutschen Unternehmen Sorgfaltspflichten bei Sozial- und Umweltstandards wie etwa die Einhaltung von Menschenrechten auch durch ausländische Unternehmen vor, die zu einer Lieferkette gehören.
Die Lieferkette kommt als – nicht legaldefinierter – Rechtsbegriff zudem in den §§ 445a, § 445b und § 478 BGB vor und betrifft den Schadensersatzanspruch des Käufers, den sein Verkäufer im Wege des Rückgriffs gegen Verkäufer der vorangegangenen Lieferkette geltend machen kann.
Internationale Lieferkettengesetze
In verschiedenen Ländern wurde eine Verantwortung für Unternehmen zur Einhaltung menschenrechtlicher, arbeitsrechtlicher und umweltrechtlicher Standards entlang der gesamten Lieferketten und damit auch für Zulieferbetriebe im Ausland gesetzlich festgelegt oder eine gesetzliche Regelung dazu gefordert. So verabschiedete unter anderem Frankreich ein Gesetz zur Haftbarmachung großer Unternehmen bei Verstößen gegen Menschenrechte im Ausland, in den Niederlanden verpflichtet ein Gesetz Unternehmen zur Verhinderung von Kinderarbeit entlang der Lieferkette. In der Schweiz fordert die Konzernverantwortungsinitiative ein solches Gesetz per Volksabstimmung.

## Lieferkette oder Liefernetz
Die Begriffe „Supply Chain“ und „Lieferkette“ sind irreführend: Einerseits deckt eine Lieferkette nicht nur die Lieferantenseite (englisch supply) ab, sondern auch die Kundenseite und führt somit vom Rohstofflieferanten bis zum Endkunden; andererseits handelt es sich bei ihr nicht um eine „Kette“ (englisch chain), sondern vielmehr um ein „Netzwerk“ (englisch network). Es wird daher auch vorgeschlagen, statt Lieferkette den treffenderen Begriff Liefernetz (englisch supply network) zu verwenden. Im Deutschen ist auch der Begriff Zuliefernetzwerk (Zulieferpyramide) gebräuchlich, wobei hierbei häufig nur die vorgelagerten Stufen der Wertschöpfung gemeint sind, insbesondere der Endkunde nicht als dessen Bestandteil angesehen wird.
In einer anderen Definition wird unterschieden zwischen Lieferkette und Liefernetz. Die Lieferkette umfasst demnach Lieferanten, Lieferanten von Lieferanten, das Unternehmen, dessen Kunden und die Kunden der Kunden. Ein Liefernetz berücksichtigt, dass einer der Lieferanten der Lieferanten zugleich ein Lieferant für einen der Kunden oder sogar für den Endkunden ist.
Bei komplexen Produkten mit einem internationalen weltweiten Produktionsverbund – wie in der Automobil- und der Luftfahrtindustrie – muss der weltweite Beschaffungs-, Produktions- und Vertriebsverbund frühzeitig und integrativ geplant, gesteuert und überwacht werden. Die Produktions-, Transport- und Lagerstrecken werden als direkt aufeinanderfolgende Intervalle beschrieben, wodurch die gesamte Lieferkette bis zum Kunden einheitlich abgebildet wird. Der Beginn jedes Intervalls wird jeweils durch einen Zählpunkt eindeutig abgegrenzt. Alternative Produktions- oder Transportstrecken werden als parallele Intervalle abgebildet. An den Zählpunkten wird der gesamte Materialfluss geplant, gesteuert und permanent überwacht. Durch die Ermittlung der jeweiligen Durchlaufzeit für jedes Intervall kann sukzessiv die jeweilige Gesamtdurchlaufzeit des benötigten Materials, der Teile, Baugruppen und Erzeugnisse in der Lieferkette ermittelt werden.

## Lieferketten als Gegenstand des Supply-Chain-Managements
Mit der Zunahme internationaler Kooperationen und vertikaler Integration sowie der Fokussierung auf Kernkompetenzen haben Unternehmen akzeptiert, dass sie Elemente vernetzter Lieferketten sind. Scharfer Wettbewerb in globalen Märkten, kurze Lebensdauern bei der Produkteinführung und hohe Kundenerwartungen haben Lieferketten ins Zentrum betriebswirtschaftlicher Entscheidungen gerückt. Die Feststellung im modernen Management, dass Lieferketten im Wettbewerb stehen und nicht individuelle Geschäftseinheiten hat das Supply-Chain-Managements (SCM; Lieferkettenmanagement) hervorgebracht. Durch Emergenz stellen sich bei Betrachtung des Systems „Lieferkette“ im Supply-Chain-Management ganz neuartige Fragestellungen, die im System „Unternehmen“ in der Betriebswirtschaftslehre so nicht auftraten. Insbesondere ist das SCM geeignet, den in Lieferketten auftretenden Peitscheneffekt (englisch bullwhip effect) zu verringern und mit Hilfe der Aufschubstrategie (englisch postponement) Fertigungs- und Logistikentscheidungen näher an den Endkunden zu verlagern. Aufgrund ihrer besonderen Systemeigenschaften wird die Lieferkette von einigen Autoren auch als komplexes adaptives System aufgefasst, was Auswirkungen auf ihr Management hat.

## Waren-, Informations- und Finanzflüsse
In Lieferketten werden häufig Waren- (und Dienstleistungs-), Informations- und Finanzströme unterschieden: Waren und Dienstleistungen fließen in der Lieferkette vom Hersteller zum Verbraucher. Geld fließt in der Lieferkette in der Gegenrichtung: vom Verbraucher zum Hersteller. Die zu dieser Kette gehörenden Informationen fließen zuerst vom Verbraucher zum Hersteller (z. B. Bestellung eines Buches im Geschäft. Dieses bestellt es dann beim Buchverlag, der wiederum für die Produktion seine Mittel bestellt usw.). Die warenbegleitenden Informationen fließen entweder mit ihnen (z. B. Lieferschein, Rechnung) oder gehen diesen voraus (z. B. Lieferavis).
Wird die Lieferkette vom Rohstoff bis zum Verbraucher verfolgt, so lässt sich erkennen, in welchem Maße und wofür der Rohstoff gebraucht wird. Außerdem wird deutlich, wie weitreichende Konsequenzen Preisveränderungen des Rohstoffs haben können. Wird die Lieferkette vom Verbraucher zum Rohstoff zurückverfolgt, so lässt sich erkennen, was alles für die Erzeugung eines Endprodukts verbraucht wurde. Damit lassen sich auch Auswirkungen von Nachfrageänderungen abschätzen.

## Nachhaltigkeit und Sozialverantwortung
Vorfälle wie der Einsturz der Rana-Plaza-Textilfabrik (2013), der mehr als 1000 Menschenleben gefordert hat, haben die Rolle der Lieferkette als Gestaltungsobjekt von Corporate Social Responsibility (CSR) stärker in den Vordergrund gerückt. Ansätze des Supply-Chain-Managements werden infolgedessen vermehrt zur Stärkung von CSR eingesetzt. Wieland und Handfield (2013) schlagen drei Maßnahmenkomplexe vor, um CSR entlang der Lieferkette sicherzustellen:
- Es muss eine Auditierung von Produkten und Lieferanten stattfinden, diese Auditierung muss jedoch auch Lieferanten von Lieferanten mit einbeziehen.
- Zudem muss die Transparenz entlang der gesamten Lieferkette erhöht werden, wobei smarte Technologien neue Potenziale bieten.
- Schließlich lässt sich CSR durch Kooperationen mit lokalen Partnern, mit anderen Unternehmen der Branche sowie mit Hochschulen verbessern.

Optimal für eine moderne Lieferkette ist die Kombination aller drei Maßnahmen.

## Digitalisierung
Die Digitalisierung der Lieferkette und der Aufbau einer „Digital Supply Chain“ gilt als eine der größten Herausforderungen in der Transformation der Logistik. Primär beschäftigt sich die Entwicklung mit dem Datenaustausch und der Schaffung von Transparenz in der Lieferkette. Unternehmen können bspw. mit Hilfe von smarten Sensoren, Track and Trace oder der Blockchaintechnologie in Echtzeit Einblicke in ihre Logistikprozesse erhalten.
Deutlich schwieriger wird die Digitalisierung der Lieferkette bei unternehmensübergreifenden Prozessen. Oftmals herrscht ein Silodenken in der Logistik vor, durch das beispielsweise wegen unterschiedlicher Dokumentenstandards kein effizienter Datenfluss gewährleistet werden kann. Um dieses Problem zu lösen, müssen sowohl die an der Logistik beteiligten Unternehmen mit gemeinsamen Standards dafür sorgen, dass Dokumente unmittelbar in die IT-Systeme externer Unternehmen eingespeist werden können. Zum anderen akzeptieren zahlreiche Behörden Logistikdokumente ausschließlich in der Papierform. Die Verordnung (EU) 2020/1056 vom 15. Juli 2020 über elektronische Frachtbeförderungsinformationen allerdings verpflichtet die Behörden zur Akzeptanz digitaler Warenbegleitpapiere. Durch die Digitalisierung der Lieferkette kann für Unternehmen auch die Umsetzung etwaiger Lieferkettengesetze vereinfacht werden, da das dort geforderte Reporting nur mit mehr Transparenz in der Lieferkette gewährleistet werden kann.

## Wirtschaftliche Aspekte
Funktionierende Lieferketten sind ein Wertschöpfungsverbund mehrerer voneinander unabhängiger Unternehmen. Sie bedürfen deshalb einer strikten zeitlichen Koordinierung durch Zeitmanagement. Alleine ein temporales Transportrisiko besteht in Unterbrechungen oder Verspätungen beim Distributionsvorgang (ungeplante Wartezeiten im Verkehrsstau), die im Worst Case zur Unterbrechung der gesamten Lieferkette führen. Das hat im Produktionsbereich bei Just-in-time-Produktion einen Produktionsausfall zur Folge, führt letztlich zu Lieferengpässen, im Lager zu Fehlmengen und letztlich zu Regallücken (ungeplante Angebotslücken). Das in nicht funktionierenden Lieferketten immanente Lagerrisiko kann durch höhere Sicherheitsbestände minimiert werden, erhöht jedoch die Lagerkosten und damit die Verkaufspreise. Funktionieren die Lieferketten, gibt es bei hohen Lagerbeständen einen Überbestand (künstlicher Angebotsüberhang).
Zwecks Minimierung der Transportkosten wird bei Lieferketten das Transportproblem aus dem Operations Research eingesetzt. Es geht davon aus, dass es eine Vielzahl von Lagerorten gibt, von denen auf vielen Transportwegen das Transportgut zu vielen Nachfragern transportiert werden soll, wobei Lagerorte und Orte der Nachfrager nicht miteinander verbunden sind. Die Transportkosten verhalten sich auf jedem Transportweg proportional zu der darauf transportierten Gütermenge; ein Kapazitätsproblem der Transportmittel besteht nicht. Gesucht wird ein Transportplan, der unter diesen Bedingungen angibt, wie viele Mengeneinheiten eines Transportgutes jeweils auf den verschiedenen Transportwegen transportiert werden sollen, um die Transportkosten zu minimieren.
Von einem Dominoeffekt oder Contagion-Effekt wird gesprochen, wenn in Ketten oder Netzwerken eine Störung bei lediglich einem Mitglied auftritt, die sich jedoch wegen der hohen wirtschaftlichen Abhängigkeit auf einige oder alle Mitglieder auswirken kann. So können sich Fehlmengen bei einem Hersteller als Dominoeffekt über Absatzketten, Handelsketten, Lieferketten, Transportketten und Vertriebsketten bis zu Regallücken im Einzelhandel fortsetzen. Das kann zu Hamsterkäufen führen, selbst wenn diese Fehlmengen auf eine temporäre Betriebsstörung und nicht auf dauerhafte Knappheit zurückzuführen sind. Hier können Sicherheitsbestände in der Lagerhaltung bei temporären Fehlmengen einen Lieferengpass vermeiden helfen. Fehlt es jedoch an einer umfangreichen Lagerhaltung, wirken sich wie bei der Just-in-Time-Produktion Lieferengpässe unmittelbar auf die Produktion aus.

## Abgrenzung
Die Lieferkette ist ausschließlich auf den Güter- und Tiertransport beschränkt, während die Transportkette auch den (entgeltlichen oder unentgeltlichen) Personentransport beinhaltet. Abzugrenzen ist die Lieferkette auch von der Wertkette, einer Kette von zusammengehörigen Wertschöpfungen.